# Kultura Hassuna

Lokalizacja kultury Hassuna

Kultura Hassuna, kultura Tell Hassuna – neolityczna kultura archeologiczna, która rozwinęła się obszarach nad górnym Tygrysem. Nazwa niniejszej jednostki kulturowej związana jest z eponimicznym stanowiskiem Tell Hassuna w pobliżu Mosulu. Rozwój kultury wyznaczają daty od początku VI tysiąclecia p.n.e. do pierwszej połowy V tysiąclecia p.n.e. 

## Lokalizacja
Kultura Hassuna obejmowała swym zasięgiem obszary zlokalizowane nad górnym Tygrysem, a jego południową granice wyznaczał Mały Zab. Pierwsze znaleziska zostały odkryte podczas badań archeologicznych, przeprowadzonych przez ekspedycję Muzeum Irackiego w latach 1943–1944 pod kierunkiem Fauada Safary (z udziałem Setona Lloyda) 25 km na południe od Mosulu. Cechy kultury Hassuna przejawiają znaleziska w najniższych warstwach Niniwy, Mattorah i Tell Arpaczija.

## Badania archeologiczne

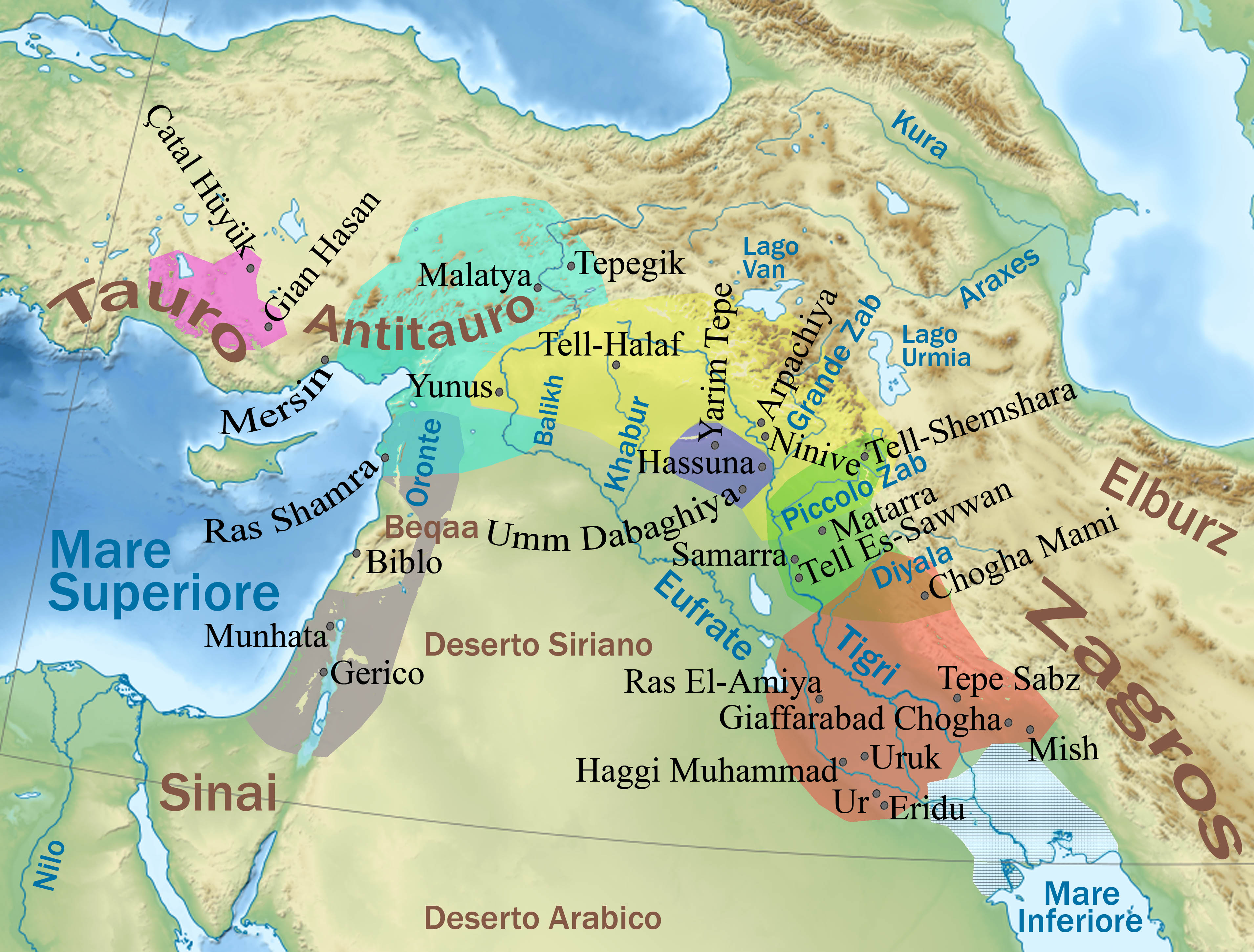
Mapa starożytnego Bliskiego Wschodu z kulturami okresu środkowego Halafu. Kultura Hassuna oznaczona kolorem fioletowym.

Na miejscu Tell Hassuna odkryto pozostałości osadnictwa. Najstarsza warstwa jest datowana na około 5800 rok p.n.e. Znaleziono w niej ślady tymczasowej osady, której ludność uprawiała rolnictwo i hodowlę kóz. Ceramikę tej warstwy reprezentują niezdobione gliniane pojemniki na żywność. Około 300 lat później osada miała już stały charakter, a jej mieszkańcy umieli produkować ceramikę polichromowaną. Prawdopodobnie model osiedlania się na obszarze Tell Hassuna wyglądał następująco: nomadowie wędrowali w poszukiwaniu dogodnych warunków dla wypasu stad. W drodze wysiewali zboże i czekali w jednym miejscu do czasów żniw, po czym wędrowali dalej z przyczyn bliżej nieznanych (mógł to być konflikt z sąsiadami lub niekorzystne warunki naturalne). Terytorium, na którym rozwinęła się kultura Hassuna, widocznie było optymalnym terenem do założenia stałej osady. 
W najstarszych trzech warstwach znaleziono ceramikę archaiczną, tj. niepolerowaną i ozdobioną farbą. Warstwy III–V zawierały niepolerowaną ceramikę z malowanymi lub nakłutymi igłą ozdobami (niekiedy oba sposoby zdobnictwa występowały razem). Wszystkie sześć warstw zawierały pozostałości po małych glinianych pomieszczeniach mieszkalnych skupionych wokół większych budynków. Prawdopodobnie konstrukcje były kryte dachami z drewna bądź trzciny. O istnieniu rolnictwa świadczą odnalezione sierpy z krzemienia połączonego bitumem z drewnianą rączką oraz ślady spichlerzy o wzmocnionych bitumem lub wapieniem ścianach. Prawdopodobnie zboże przechowywano w celach wysiewu. Odkryto także gliniane tacki do przesiewania zboża, kości udomowionych zwierząt i gliniany posążek bogini, przypominający figurkę Bogini Matki z Çatalhöyük.
Schyłek kultury Hassuna nastąpił w okresie kryzysu ekologicznego wskutek regresji Morza Kaspijskiego. Zastąpiła ją kultura Halaf, dlatego w górnych warstwach wykopalisk na miejscu Tell Hassuna występuje już właściwa dla tej młodszej kultury ceramika.